# Vasil Levski, Plovdiv
Vasil Levski (în bulgară Васил Левски) este un sat în comuna Karlovo, regiunea Plovdiv,  Bulgaria. 

## Demografie
Componența etnică a satului Vasil Levski
     Turci (11,17%)
     Bulgari (84,82%)
     Romi (2,6%)
     Nicio identificare (1,39%)
La recensământul din 2011, populația satului Vasil Levski era de 1.575 locuitori. Din punct de vedere etnic, majoritatea locuitorilor (84,82%) erau bulgari, existând și minorități de turci (11,17%) și romi (2,6%). Pentru 1,39% din locuitori nu este cunoscută apartenența etnică.